# Хамбергит
Хамбергит (Be2BO3OH) е минерал от берилиев борат, кръстен на шведския изследовател и минералог Аксел Хамберг (1863 – 1933). Минералът се среща под формата на бели или безцветни орторомбични кристали.

## Възникване
Хамбергитът се среща в съдържащи берилий гранитни пегматити като рядка спомагателна фаза. Среща се във връзка с берил, данбурит, апатит, сподумен, циркон, флуорит, фелдшпат и кварц.
За първи път е описан през 1890 г. Типовото находище е Ларвик, Вестфол, Норвегия, където е намерен в пегматитова дайка с нефелинов сиенитов състав.